# Emma Cabrera Palafox
Emma Cabrera Palafox (Mineral del Chico, Hidalgo; 5 de mayo de 1964) es una atleta mexicana.
Especializada en el maratón, ha corrido 86 de estas pruebas, siendo la primera mexicana en lograr esta cifra y la única mujer en ganar dos medallas de oro en dos Juegos Centroamericanos distintos en la prueba de la maratón, ha ganado en total 35 maratones incluyendo 9 como master (mayor de 40 años). 

## Biografía
Hija de Malaquías Cabrera Valencia y Nicanor Palafox Palafox, es la quinta hija de 10 hermanos, de los cuales también fueron atletas Alejandro, Juan, Paola, Patricio y Carlos, destacando a nivel nacional e internacional Alejandro en el deporte paralímpico (débil visual), Paola, Patricio, y Carlos como el mejor juvenil nacional. 
Descubrió el atletismo a los 22 años a través de su hermano Alejandro, quien insistió en que participara en una carrera de 10 kilómetros realizada el 14 de septiembre de 1986 en la Ciudad de México, ocupando el segundo lugar sin previo entrenamiento.
Su debut en la maratón ocurrió el 16 de enero de 1991 en la ciudad de Houston, en el "Tenneco Marathon", ocupando el lugar 25 con un tiempo de 2:53.54. Ese mismo año corrió el Maratón Internacional de la Ciudad de México, ocupando el lugar 16 con un tiempo de 3:03.09. En su tercer maratón, un mes después, el 27 de septiembre, obtuvo su primer triunfo, en el evento denominado "Maratón Morelos" con un tiempo de 2:56.57.
En 1993 obtuvo en el Maratón de la Ciudad de México el segundo lugar, con un tiempo de 2:43.17, lo que le permitió participar con la selección mexicana en los XVII Juegos Centroamericanos y del Caribe. Ganó la medalla de oro, imponiendo un nuevo récord en este evento con un tiempo de 2:42.29 este récord ha tenido una vigencia de 21 años que se cumplirá en 28 de noviembre de 2023
En 1994 logró su mejor marca, con un tiempo de 2:35.41 y se clasificó para los Juegos Panamericanos de 1995, competición en la que obtuvo la medalla de bronce, siendo la tercera mujer mexicana en lograr una medalla en estos Juegos continentales.
En 1998, después de no poder asistir a los Juegos Olímpicos de Atlanta por una apendicitis, reapareció representando a México en los XVIII Juegos Centroamericanos y del Caribe, ganando su segunda medalla de oro.
En septiembre de 2014 corre el medio maratón Atlas Colomos en la ciudad de Guadalajara, Jalisco obteniendo el primer lugar en la categoría veteranas mayores de 50 años
así mismo cumple el número 100 de medios maratones en 484 carreras corridas durante 28 años de vida deportiva.  
- Datos: Q5831479